# Revocation
Revocation es una banda de thrash metal de Boston, Massachusetts. La banda fue fundada por el guitarrista y vocalista David Davidson, bajista y vocalista Anthony Buda y el baterista Phil Dubois-Coyne en 2000. La banda fue conocida originalmente como Cryptic Warning, pero cambió su nombre a Revocation en 2006.

## Historia
En el año 2000, el guitarrista y vocalista David Davidson, el baterista Phil Dubois-Coyne y el bajista Anthony Buda, quienes asistieron a una escuela en Boston, Massachusetts, formaron Cryptic Warning , influenciados por Guns N' Roses y Metallica. La banda grabó su primer demo en 2002 y ganó un seguimiento underground en Boston, también realizando conciertos fuera de Massachusetts. Un segundo demo, Internally Reviled, fue grabado en 2004. En 2005,  Cryptic Warning grabó su álbum debut, ''Sanity's Aberration'', pero no quedaron contentos con la calidad de la producción del álbum. 
Recordando esas grabaciones, Davidson dijo: "no grabamos el disco con un conocedor del metal, por lo que no conseguimos el sonido que queríamos. La referencia más pesada en la discografía de nuestro productor fue The Cult. A mucha gente todavía le gusta esa grabación —nuestros fans de la vieja escuela que solían ir a todos los espectáculos- pero para nosotros, no estábamos realmente satisfechos con la producción de ese. Hemos considerado uno de los errores que hemos hecho."
La banda decidió cambiar su nombre a Revocation en 2006; Davidson comentó: "creo que, mirando más detenidamente, cometimos un montón de errores con Cryptic Warning
. Éramos más jóvenes y realmente no sabíamos lo que estábamos haciendo, así que Revocation fue para nosotros comenzar de cero con una pizarra en blanco revocando nuestros errores del pasado". Con un cambio de dirección, Revocation rápidamente grabó un demo de tres canciones titulado Summon the Spawn, y en 2008 volvió al estudio a grabar su primer disco de larga duración, Empire of the Obscene. La longitud total fue informal y la banda financió su propia gira, atrayendo el interés de varias discográficas. Revocation posteriormente firmó con Relapse Records.
La banda hizo un número de shows regionales antes de grabar su segundo álbum, Existence is Futile, lanzado el 29 de septiembre de 2009. El álbum fue descrito por Allmusic como "uno de los mejores álbumes de metal del 2009", mientras la revista Spin llamó a Revocation como uno de los diez artistas para ver en 2010. En octubre de 2009, la banda tocó para de Relapse Records en  CMJ Music Marathon. En 16 de agosto de 2011, la banda lanzó su tercer álbum, Chaos of Forms. Su cuarto álbum de estudio de estudio, Revocation (homónimo), fue lanzado el 5 de agosto de 2013.
A principios de abril de 2014, se anunció que Revocation había hecho un trato con 
Metal Blade Records. Además del anuncio de la firma de Metal Blade, anunciaron que la grabación de su quinto álbum había comenzado. El 1 de julio de 2014, se informó de que su nuevo disco se llamaría Deathless y sería lanzado en el otoño de 2014. Revocation se embarcó en una gira de otoño en los EE. UU. con 
Crowbar, Havok, Fit For An Autopsy y Armed for Apocalypse. Después de la gira de otoño, recorrerán de Europa con 
Cannibal Corpse y Aeon.

## Influencias y estilo musical
La música de Revocation ha sido descrita por los periodistas como una fusión de death metal técnico y thrash metal. Las características que definen el sonido de la banda incluyen complejas interacciones de guitarra-bajo, riffs disonantes y solos de guitarra de estilo shred unidos a ritmos "galopantes" de doble pedal en la batería, tempos de death metal, breakdowns de hard rock y un estilo groove. Las voces van desde los growls Death Metal a los gritos Grindcore,  mientras que "todavía es reconocible como una voz humana".
Los críticos musicales han señalado que el estilo de Davidson tocando la guitarra es el aspecto importante del sonido de Revocation. Davidson desarrolló su técnica de ejecución de la guitarra al asistir a la universidad de Berklee de la música, donde se centró en polirritmia del jazz. Esta formación musical lo formó como experto y compositor, mientras que "algunos que los aspectos atonales del Jazz le dieron una perspectiva diferente en la composición y solos".
Recordando sus primeras influencias, Davidson cita a Slash, Dimebag Darrell, y Marty Friedman. Davidson atestigua que Revocation posee una amplia gama de influencias como Exhorder, Dark Angel, Megadeth , Pestilence, Atheist, Gorguts, Forbidden, Spastic Ink, Martyr, Exodus.
Con respecto al ritmo de la banda, los críticos tienen diferentes opiniones, mientras que About.com dice que Anthony Buda y Phil Dubois "practican su propia marca de cortes rápidos y precisos con una despiadada intensidad", la revista Decibel siente que cuando David está tocando los solos de guitarra "el resto de la banda a menudo no logran compensarlo". Por otro lado, Allmusic dijo: "Quizás lo más sorprendente de Revocation, es que ellos son un trío".

## Discografía
- Summon the Spawn (demo) (2006)
- Empire of The Obscene (2008)
- Existence Is Futile (2009)
- Chaos of Forms (2011)
- Teratogenesis (EP) (2012)
- Revocation (2013)
- Deathless (2014)
- Great Is Our Sin (2016)
- The Outer Ones (2018)
- Netherheaven (2022)

## Miembros

### Actuales
- David Davidson - Guitarra, Voz principal (2006-presente)
- Brett Bamberger - Bajo, voz (2012-presente)
- Ash Pearson - Batería, percusión (2015-presente)

### Pasados
- Anthony Buda - Bajo, voz (2006-2012)
- Phil Dubois-Coyne - Batería, percusión (2006-2015)
- Dan Gargiulo - Guitarra, voz (2010-2020)